# Centrarchiformes
Centrarchiformes es un orden de peces actinopterigios cuyas familias fueron tradicionalmente incluidas en un más amplio concepto de Perciformes.

## Taxonomía
Descripción original
Centrarchiformes fue descrito originalmente en el año 1859 por el naturalista, médico, anatomista comparativo e ictiólogo holandés Pieter Bleeker. Su familia tipo es Centrarchidae, descrita por el mismo autor.

## Características
El fósil más antiguo de este clado vivió hace 55,8 millones de años, durante el Eoceno. Sus integrantes posee una dieta omnívora, que en algunas especies pasa a ser piscívora, especialmente en la adultez. El aspecto típico es de un animal de constitución robusta y aleta dorsal continua con la adiposa. El tamaño es muy variable, desde los 2,5 cm de longitud del pez-sol enano de la costa del Golfo (Elassoma gilberti) hasta los más de 1,8 m y 113 kg que logra alcanzar el bacalao Murray (Maccullochella peelii).

## Distribución y hábitat

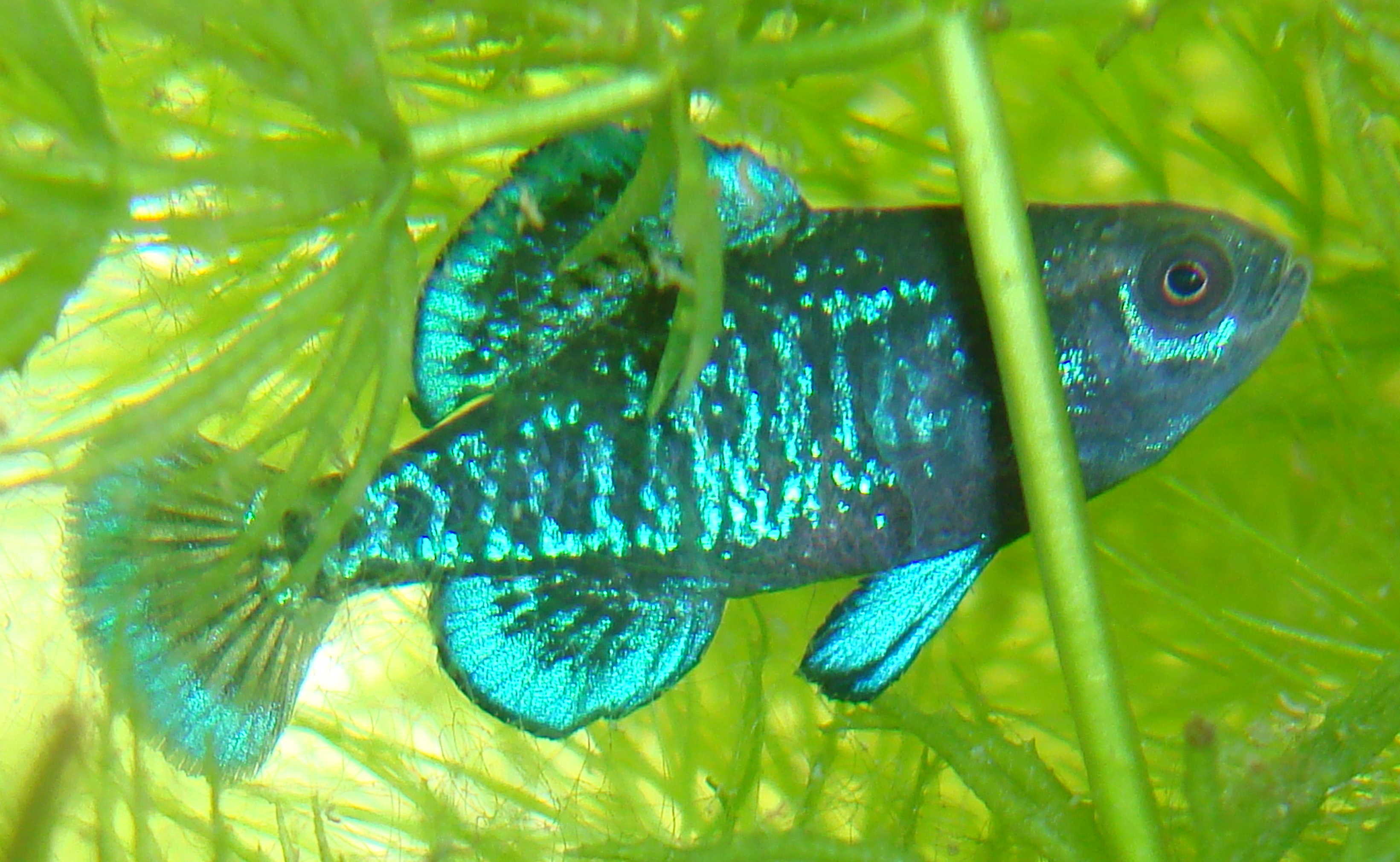
El pez-sol enano de la costa del Golfo (Elassoma gilberti) es el centrarchiforme de menor tamaño.

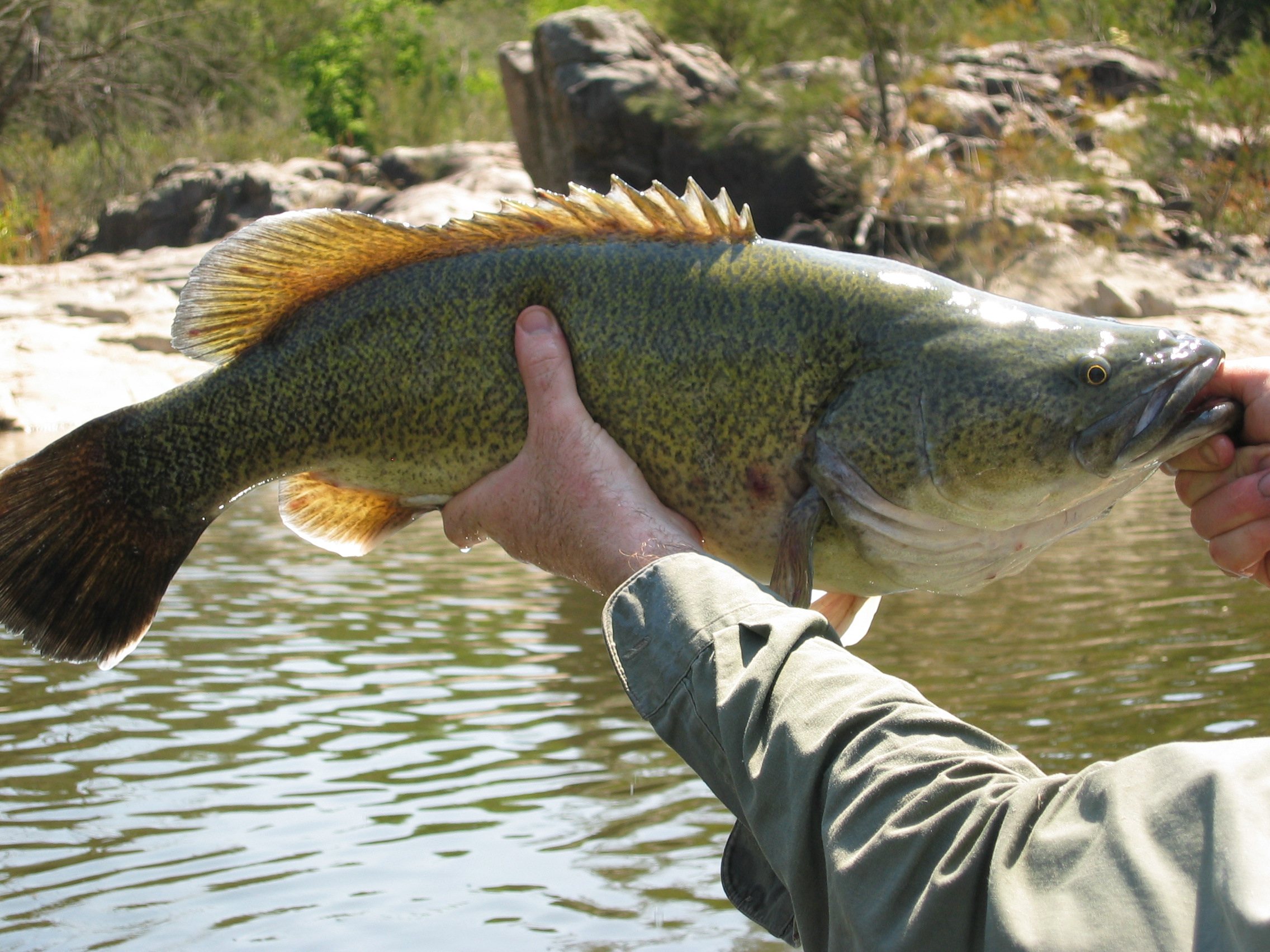
El bacalao Murray (Maccullochella peelii) es el centrarchiforme de mayor tamaño.

Los centrarchiformes se distribuyen en aguas dulces de regiones templadas, tanto del hemisferio norte (América del Norte, Asia Nororiental) como del sur (Cono Sur de Sudamérica y sur de Australia). También se encuentran en aguas marinas tropicales cercanas a la costa.
Centrarchiformes se encuentra anidado dentro de un clado más amplio, el que fue identificado por primera vez en el año 2013 por un equipo liderado por Masaki Miya y que en ese mismo año un equipo liderado por Ricardo Betancur-R. le otorgó el nombre de Percomorpharia.

## Familias
Se ha postulado que pertenecen a este orden numerosas familias (hasta 18) las que contienen más de 250 especies.
- Aplodactylidae
- Centrarchidae
- Cheilodactylidae
- Chironemidae
- Cirrhitidae
- Dichistiidae
- Elassomatidae
- Enoplosidae
- Girellidae
- Kuhliidae
- Kyphosidae
- Latridae
- Oplegnathidae
- Percalatidae
- Percichthyidae
- Perciliidae
- Sinipercidae
- Terapontidae